# Gaëtan Englebert
Gaëtan Englebert (n. Lieja, Bélgica, 11 de junio de 1976) es un exfutbolista belga, que se desempeñó como mediocampista y militó en diversos clubes de Bélgica y Francia. 

## Selección nacional
Englebert jugó 9 partidos internacionales, para la selección nacional belga y no anotó goles. Participó con la selección belga, en una sola edición de la Copa Mundial, que fue en la cita de Corea del Sur y Japón 2002, donde la selección belga quedó eliminada, en la fase de los Octavos de final, tras perder ante Brasil, que terminó siendo campeón invicto de aquel mundial.

## Clubes
| Club             | País    | Año         |
| ---------------- | ------- | ----------- |
| Royal Tilleur FC | Bélgica | 1995 - 1997 |
| Sint-Truidense   | Bélgica | 1997 - 1999 |
| Club Brujas      | Bélgica | 1999 - 2008 |
| Tours FC         | Francia | 2008 - 2010 |
| FC Metz          | Francia | 2010 - 2011 |
| KVV Coxyde       | Bélgica | 2011 - 2012 |
| RFC Lieja        | Bélgica | 2012 - 2013 |

## Participaciones en Copas del Mundo
| Mundial                        | Sede                  | Resultado        |
| ------------------------------ | --------------------- | ---------------- |
| Copa Mundial de Fútbol de 2002 | Corea del Sur y Japón | Octavos de final |